# Inácio Luís Madeira de Melo
Inácio Luís Madeira de Melo (Chaves, 1775 - 1833) foi um militar português.
Notabilizou-se por comandar, no cargo de Governador das Armas, as tropas portuguesas assediadas em Salvador nos combates da Guerra da Independência da Bahia naquela Província até à sua capitulação em 2 de julho de 1823, quando se retiraram para Portugal.

## Biografia

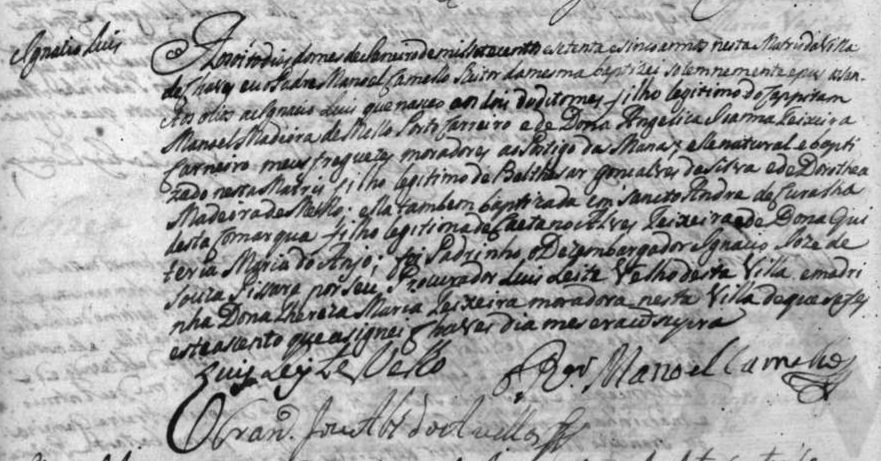
Registro de baptismo, nascido a 2 de Janeiro de 1775, filho legítimo do capitão Manuel Madeira de Melo Porto Ferreiro e de sua mulher, D. Angélica Joana Teixeira Carneiro.

No contexto que culminou com a Independência do Brasil, os conflitos na Bahia tiveram papel fundamental, devido à importância da comunidade de origem portuguesa na região. Desde a Revolução liberal do Porto (1820) as idéias liberais alcançaram Salvador, ecoando de maneira crescente (ver Independência da Bahia).
O tenente-coronel Madeira de Melo fora nomeado pelo governo português em fevereiro de 1822 para exercer o cargo de comandante das armas na Província da Bahia. Este cargo havia sido criado pelas Cortes em decreto de setembro de 1821, como forma de restabelecer o controle militar do novo governo constitucional português sobre o Brasil, após o retorno do rei D. João VI para Portugal, em 26 de abril de 1821. De acordo com este decreto, o encarregado das armas nas províncias responderia unicamente perante as Cortes em Lisboa, sendo expressamente independente das Juntas Provinciais de Governo.
No início de 1823, um contingente de tropas portuguesas chegou a Salvador para reforçar o efetivo militar leal a Portugal ali estacionado. O Príncipe-regente D. Pedro nomeou Manuel Pedro, para comandar as tropas leais ao Brasil, mas estas foram batidas pelos portugueses, recuando táticamente para a região do Recôncavo Baiano, uma vez que ali os habitantes eram defensores da independência.

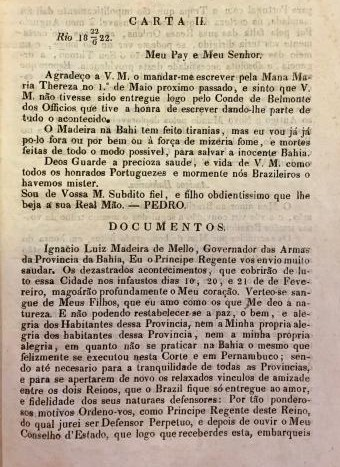
Documento em que D. Pedro I expulsa Madeira de Melo da Bahia.

Iniciou-se assim um cerco a Salvador, onde estavam concentrados os comerciantes e os militares portugueses. Sob o assédio, a cidade ficou incomunicável, sem receber alimentos e munições. Nesse contexto, Madeira de Melo solicitou auxílio a Portugal, enquanto que D. Pedro enviava o general francês Pedro Labatut para reforçar as tropas brasileiras.
Numa tentativa de romper o bloqueio, Madeira de Melo assumiu a ofensiva, ferindo-se a batalha de Pirajá (8 de novembro de 1822), favorável aos brasileiros, obrigando as tropas de Madeira de Melo a recuar para Salvador.
No início de 1823, a situação da capital cercada deteriorou-se rapidamente: sem alimentos, as doenças começaram a disseminar-se entre a população. Diante desse quadro, Madeira de Melo permitiu a saída dos moradores de Salvador, tendo cerca de dez mil pessoas abandonado a cidade. Em fins de maio, uma frota brasileira sob o comando do inglês Thomas Cochrane bloqueia Salvador. Compreendendo ser inútil a resistência, as tropas portuguesas rendem-se, deixando a cidade. A 2 de julho, as forças brasileiras entraram vitoriosas em Salvador.